# Tetrametilsilano
Il tetrametilsilano (o TMS) è un composto organo-silicio derivante dal silano (SiH4) per sostituzione formale dei quattro atomi di idrogeno con altrettanti gruppi metilici; la sua formula molecolare è pertanto Si(CH3)4 o anche SiMe4, dove è presente un atomo di silicio quaternario. È anche il più semplice dei tetraalchilsilani, una sottoclasse dei composti organosilicio.
È noto fin dal 1911, quando venne sintetizzato da Artur Bygden nell'Università svedese di Uppsala per reazione del tetracloruro di silicio con il cloruro di metilmagnesio:
SiCl4 + 4 CH3–MgCl  →  Si(CH3)4 + 4 MgCl2

## Proprietà
A temperatura ambiente si presenta come un liquido incolore molto volatile (p. eb. 26,6 °C), dall'odore caratteristico, riportato come "organometallico". È praticamente insolubile in acqua (26 mg/L), ma ben solubile il alcool e etere e nella maggior parte dei solventi organici.
Il tetrametilsilano è un composto termodinamicamente molto stabile (ΔHƒ° = -286,60 kJ/mol in fase vapore) e sufficientemente inerte, ma estremamente infiammabile.

### Deprotonazione e derivati
Essendo il silicio sensibilmente meno elettronegativo del carbonio (1,8 vs. 2,5), gli idrogeni nei metili nel tetrametilsilano portano una densità elettronica maggiore che negli alcani; nonostante questo, il tetrametilsilano appare apprezzabilmente più acido di un alcano e può essere deprotonato con basi molto forti come il n-butillitio in presenza di un complessante di Li+ come la N,N,N',N'-tetrametiletilendiammina (TMEDA) dando il trimetilsililmetillitio:
Me4Si + n-BuLi → Me3SiCH2Li + n-BuH
Questo composto organometallico può essere preparato e isolato puro in forma cristallina anche facendo reagire il (clorometil)trimetilsilano con litio metallico in 2-metilpentano. Il composto incolore (p. fus. 112 °C) è stabile in assenza di ossigeno e umidità ed è sublimabile; per reazione con SiCl4 dà Si(CH2SiMe3)4.

### Precursore di Me3Si+in ionizzazione chimica
Il tetrametilsilano, iniettato in una sorgente ionica di uno spettrometro di massa, a pressioni relativamente alte, dopo ionizzazione lo ione molecolare [SiMe4]•+ si frammenta dando stabilmente il catione trimetilsilile Me3Si+. Per questo il tetrametilsilano è usato come gas reattivo nella tecnica spettrometrica della ionizzazione chimica di varie sostanze. Il vantaggio di questo reattivo è che lo ione Me3Si+, che è un acido di Lewis, ma parecchio più debole del metile (CH3+), ad esempio, si unisce ad atomi aventi coppie solitarie (N, O, S) della molecola in esame con rilascio di energia molto contenuto e quindi senza dare frammentazione (o quasi) dello ione quasi-molecolare così formato. In tal modo, alla molecola sotto analisi viene a corrispondere un picco quasi-molecolare intenso, avente rapporto massa/carica (m/z) pari a M+73, facilmente identificabile.

## Struttura molecolare
La coordinazione attorno all'atomo di silicio è tetraedrica (Si ibridato sp3) e la simmetria molecolare è Td. Attraverso indagini di diffrazione elettronica in fase gassosa è stato possible ricavare la struttura della molecola: il legame Si–C è lungo 187,7 pm lievemente più lungo che nel carburo di silicio (185 pm); quello C–H 111,0 pm (normale: 109 pm). L'angolo C-Si-C riscontrato è quello tetraedrico (109,5°), quello Si-C-H è 111,0°. Inoltre, la barriera energetica per la rotazione dei metili attorno al legame C–Si è di 5,7±2,0 kJ/mol.

## Applicazioni
Il tetrametilsilano trova diffusissima applicazione come standard interno nelle spettroscopie di risonanza magnetica nucleare per tutti e tre i nuclei in esso presenti: 1H, 13C e 29Si. Produce in ogni caso un singolo segnale che per convenzione rappresenta lo zero della scala in ppm dello spettro.